# Sân bay quốc tế Lemnos
Sân bay quốc Lemnos (IATA: LXS, ICAO: LGLM) là một sân bay trên đảo Lemnos, Hy Lạp. Sân bay này có một đường băng dài 3016 m rải nhựa đường.

## Các hãng hàng không và các tuyến điểm

### Các hãng bay theo lịch trình
- Aegean Airlines (Athens)
- Olympic Airlines (Athens, Mytilene, Thessaloniki)

### Các hãng thuê bào
- Thomas Cook Airlines (London-Gatwick) [theo mùa]